# Emma Cabal
Emma Cabal Sánchez (Oviedo, 1968) es una escritora y profesora española.
Escribió sus primeros cuentos y poemas de niña, ya en el colegio. Se licenció en Filología Hispánica en la Universidad de Oviedo y ha impartido clases de Lengua y Literatura en institutos de educación secundaria de Asturias. 
Comenzó a publicar sus poemas en internet, con textos que tratan sobre amor, el sexo, el deseo, la locura o la maternidad, entre otros asuntos. Su estilo coloquial, transparente y directo, fue calificado por el escritor Ape Rotoma como un ejemplo de poesía desnuda. Algunos de los poetas que más le han influido son Karmelo C. Iribarren, Amalia Bautista, Roger Wolfe o Luis Alberto de Cuenca.
Ha participado en numerosos recitales y encuentros poéticos, entre otros en Voces del Extremo (Logroño, 2016) o en el Festival de Poesía Voix Vives (Toledo, 2015, 2016 y 2017).

## Libros de poemas
Publicó su primer libro de poemas en 2015, titulado La mujer que tengo más a mano (Canalla Ediciones). El título es una alusión a una frase de Miguel de Unamuno y quiere subrayar el contenido autobiográfico de los textos.
Su segundo poemario, No quiero estar allí cuando suceda (Canalla Ediciones, 2017), mantiene la línea poética del anterior. Cuenta con prólogo de Antonio García y epílogo de Lorena Villamil.

## Prosa
En 2023 publicó No soy Alicia (Orpheus Ediciones Clandestinas), con textos en prosa que había publicado anteriormente en las redes sociales bajo el epígrafe que da título al libro. La obra está ilustrada con fotos de Alejandro Nafría.

## Antologías
Cabal fue seleccionada en Voces del extremo, poesía y raíces (Amargord, 2016), una antología de poemas sociales. También participó en el libro colectivo 0. Anatomías del Antiguo (Ediciones Alternativas, 2017) en el que 32 escritores y 8 ilustradores retratan con sus obras poéticas, narrativas o plásticas su visión del casco viejo de la ciudad de Oviedo. Sus poemas también aparecen en la antología De sidras (Alternativas, 2019).
Como antóloga y en colaboración con el fotógrafo Alejandro Nafría, publicó Gente de Nod (KRK Ediciones, 2016), con textos de diecinueve poetas, entre los que se encuentran Gioconda Belli, Sofía Castañón, José María Fonollosa, Javier Cánaves o Nacho Vegas. El título hace alusión a Nod, lugar donde se refugió Caín tras haber sido maldecido por Yavé, y que en este libro se toma como emblema de malditismo. Algunos de los textos poéticos selecionados eran inéditos, escritos expresamente por sus autores para este libro, a partir de las fotografías de Nafría.
En 2013 colaboró con el poeta Antonio García ocupándose del prólogo y de la selección de poemas para su antología Reunión (Ed. Pasionporloslibros).
En 2024, una amplia selección de su poesía, elaborada por ella misma, forma parte, junto a la de Karmelo C. Iribarren, Ape Rotoma y Albert Sihod, del volumen titulado Las cosas claras. Antología poética publicado en Guadalajara (México) por el Grupo Editorial Caronte con prólogo de Óscar Alonso Pardo.